# Joseph Lincé
Compléments
Lieutenant A.R.A
P.K.7 Service de renseignement et d’action (Belgique)
Joseph Guillaume Julien Lincé dit Julien né à Stavelot le 28 octobre 1894 est un patriote belge, combattant de la Première Guerre mondiale et grand résistant de la Seconde Guerre mondiale.

## Biographie
Julien  est le fils d'un entrepreneur en plomberie zinguerie. Il voit le jour le dimanche 28 octobre 1894 à Stavelot et y passe sa jeunesse. Le 18 septembre 1911 il s’engage dans l’armée, volontaire de carrière (matricule 23841). Il est envoyé au 12e régiment de ligne (infanterie) le 1er octobre 1912. Il est sergent quand la sale guerre éclate le 4 août 1914.

### Première Guerre mondiale
Il fait toute la guerre et obtient 8 chevrons de front. Très apprécié de ses hommes et supérieurs dans chaque régiment où il passe. Du 12e au 1er Régiment de Cavalerie le 18 septembre 1915, revient au 12e Régiment de Ligne le 8 octobre 1916, passe au 19e Régiment de Ligne le 25 décembre 1916, revient encore au 12e de Ligne le 1er août 1917. Après trois ans et demi il est promu Sergent Fourrier le 8 février 1918. Il a eu la chance de faire toutes les campagnes sans être blessé.

### Entre-deux-guerres
Démobilisé le 29 septembre 1919, il retourne à la vie civile (mais reste cadre de réserve jusqu'au 20 avril 1937 ne pouvant continuer question santé à cause d’une affection contractée pendant la guerre. Il aura acquis entretemps le grade de Lieutenant d’Infanterie de Réserve le 26 septembre 1925).
Il rencontre Joséphine Fraikin, une jeune tailleuse originaire de Vottem. Ils s’y marient le 19 octobre 1920. Le couple s’installe rue de la Source à Saint-Gilles (Bruxelles) et crée un commerce de confection pour dames. Leur fille Mariette nait à Saint-Gilles le 19 décembre 1921. Ils déménagent à Laeken rue Ernest Salu jusqu’en 1939 puis rue de Namur à Bruxelles.
Le 16 octobre 1939, présageant de mauvais jours pour son pays, Julien demande vainement à être réengagé dans l'armée et reprendre du service dans son unité du 12e Régiment de Ligne.

### Seconde Guerre mondiale
En 1940 il fait partie de l’État-Major de la section « Porthos » du réseau 3M, avec le Commandant Eglem, Jacques Storck, Jules Waroquet.
Son secteur d'activité est assez large : Littoral Belge et Nord de la France, Bruxelles, Melsbroek et environs. 
Il recueille, centralise et étudie les renseignements militaires, politiques... Participe à l’élaboration de plans de sabotage. Transporte et distribue des armes et explosifs.
Fournit de très importants renseignements de la situation côtière et des renseignements de valeur exceptionnelle grâce au vol de pièces détachées du nouveau chasseur allemand Messerschmitt. Est l’un des officiers qui ont étudié et approuvé les plans pour le sabotage des charbonnages d'Eisden (nuit du 3 au 4 octobre 1942, ceux sur des trains allemands, approuvé les actes de sabotages à commettre au Heysel, l'élimination de traîtres…
S’occupe de la distribution de faux papiers, d’hébergement de personnes en fuite, agents, juifs … (son épouse et sa fille l'y aident)
Il avait des contacts importants tels, :
- Albert Meeus Organisation Pavot liée à l’Organisation Portemine
- Denise Maret (recrutée par lui)
- Baronne Gabrielle Bentjens (née Sohier)
- Mme Havaux (pièces de chasseur Allemand Messerschmitt)
- René Watteau (mission Conjugal)
- Jacques Storck
- Ernest Havaux

### Arrestation
Leur réseau était infiltré par un agent gestapiste René Mauyen alias Georges Servais . Celui-ci tendit un piège et une trentaine de chefs de groupe de différents réseaux furent arrêtés. L’Affaire Wemmel du 9 octobre 1942 dont le traître sera condamné à mort par fusillade le 13 décembre 1946,. Julien fut arrêté une semaine après, le 15 octobre 1942. Il est exécuté au Fort de Breendonk le 18 janvier 1943. Enterré au Tir National de Schaerbeek.

### Titres – Décorations
- Décoration militaire pour ancienneté et bons services le 1er octobre 1918
- Croix de Guerre OJA le 10 mai 1919
- Médaille de l'Yser OJDI le 20 juin 1919
- Médaille de la Victoire 10 octobre 1919
- Médaille Commémorative de la Campagne 1914-1918 le 10 octobre 1919
- 8 Chevrons de Front le 5 juillet 1921
- Chevalier de l'Ordre de la Couronne le 8 avril 1929
- Croix du feu le 15 novembre 1935
- Lieutenant ARA
- Chevalier de l’Ordre de la Couronne
- Chevalier de l’Ordre de Léopold avec palmes
- Chevalier de l’Ordre de Léopold II avec glaives
- Croix de Guerre 1940-945 avec palmes
- Médaille de la Résistance 1940-1945
- Médaille commémorative de la Guerre 1940-1945

### Sources bibliographiques
- Livre d’Or de la Résistance Belge, Éditions Leclercq, Bruxelles 1948
- Yaëlle Van Crombrugge, Les espions Zéro dans l'ombre du pouvoir 1940-1944, Éditions Racine 2013
- Fernand Strubbe, Services Secrets Belges, Éditeur U.S.R.A.
- Philippe Leblanc, Comète, le réseau derrière la ligne DD, Memogrames les Éditions de la Mémoire, Arquennes 2015